# Amphisbaena barbouri
Amphisbaena barbouri är en ödleart som beskrevs av  Carl Gans och ALEXANDER 1962. Amphisbaena barbouri ingår i släktet Amphisbaena och familjen Amphisbaenidae. Inga underarter finns listade i Catalogue of Life.